# Schelkensbeek

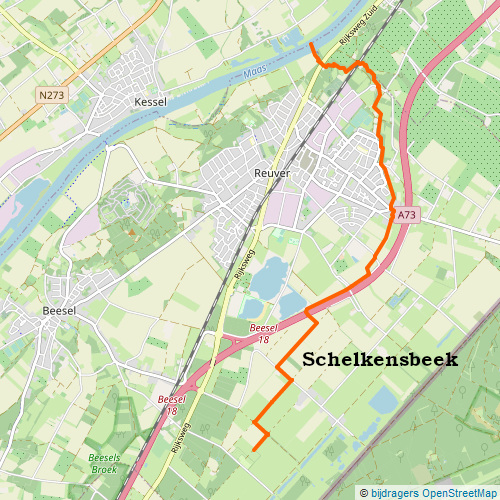
De Schelkensbeek bij Reuver

De Schelkensbeek (ook: Schellekensbeek; Limburgs: Sjelkensbaek) is een 7 kilometer lange beek die ontspringt ten zuiden van Reuver en langs de buurtschap Offenbeek, het rijksbeschermd gezicht Ronkenstein en de Schelkensberg stroomt om ten noorden van Reuver in de Maas uit te monden.
De beek zou vernoemd zijn naar de werkwijze van rover Hölster Heinke die een touwtje met een belleke (schelke) aanbracht bij een doorwaadbare plaats. Als een nietsvermoedende voorbijganger het touwtje beroerde rinkelde het belletje en sloeg de booswicht zijn slag.
De beek wordt begeleid door broekbos. In 2015 kocht stichting Het Limburgs Landschap 7 hectare van dit broekbos. In hetzelfde jaar werd de beek over een lengte van 900 meter hermeanderd.